# 杰纳
杰纳（Jena），是印度贾坎德邦Bokaro县的一个城镇。总人口7154（2001年）。

## 人口
该地2001年总人口7154人，其中男性3848人，女性3306人；0—6岁人口969人，其中男525人，女444人；识字率63.13%，其中男性为74.71%，女性为49.64%。